# Revenge (1990)
Vingança (Revenge) é um filme americano de crime/drama lançado em 1990, dirigido por Tony Scott e estrelado por Kevin Costner, Anthony Quinn, Madeleine Stowe, Miguel Ferrer e Sally Kirkland. Algumas cenas foram filmadas no México. O filme é uma produção da New World Pictures e Rastar Films e lançado pela Columbia Pictures.

## Sinopse
Michael J. "Jay" Cochran acaba de se aposentar da Marinha dos Estados Unidos, e que após 12 anos no serviço como aviador, quer relaxar e viver a vida um dia de cada vez. Ele vai para o México visitar seu velho amigo Tiburon "Tibby" Mendez, um poderoso chefão do crime, que vive cercado por guarda-costas. Enquanto tenta encontrar a fazenda, Cochran conhece a esposa de Tibby, uma linda jovem chamada Miryea. Ela vive num ambiente luxuoso, mas é infeliz porque o marido muito mais velho não quer ter filhos, alegando que a gravidez iria estragar sua aparência. Sua atração por ela é inegável, mas Cochran está ciente de que Mendez é um homem poderoso, vingativo e muito possessivo, e que não tolera traição.

## Elenco
- Kevin Costner .... Michael J. "Jay" Cochran
- Anthony Quinn .... Tiburon "Tibby" Mendez
- Madeleine Stowe .... Miryea Mendez
- Miguel Ferrer .... Amador
- John Leguizamo .... Ignacio
- Tomas Milian .... Cesar
- James Gammon .... Texano
- Jesse Corti .... Medero
- Sally Kirkland .... Estrela do rock